# Варлюбе (гмина)
Варлюбе (пол. Warlubie) — сельская гмина (волость) в Польше, входит как административная единица в Свецкий повет, Куявско-Поморское воеводство. Население — 6552 человека (на 2006 год).

## Сельские округа
1. Бонково
2. Бусня
3. Бзово
4. Круше
5. Липинки
6. Плохоцин
7. Плохоцинек
8. Варлюбе
9. Вельки-Коморск

## Прочие поселения
1. Бонковски-Млын
2. Коморск
3. Кшевины
4. Кужеево
5. Пшеводник
6. Рулево
7. Стара-Хута
8. Сьредня-Хута

## Соседние гмины
1. Гмина Драгач
2. Гмина Ежево
3. Гмина Нове
4. Гмина Осе
5. Гмина Осек